# براهین پنجگانه
توماس آکویناس فیلسوف و متکلم مسیحی سده سیزدهم میلادی ۵ تقریر مختلف از برهان‌های اثبات خدا بیان می‌کند که عموماً به نام براهین پنجگانه (به انگلیسی: Quinque viae) شناخته می‌شوند.

## تقریری از برهان محرک اول
نخستین برهان آکویناس بر مبنای حرکت بناگشته است.
این برهان از ابداعات ارسطو می‌باشد. بعدها توماس آکویناس به عنوان نخستین برهانش به آن پرداخت.
در جهان اسلام نیز کسانی چون ملاصدرا و هادی سبزواری به شرح آن پرداختند.
هر حرکتی محرّکی لازم دارد و چون امتداد سلسلهٔ حرکت‌ها و محرک‌ها تا بی‌نهایت محال است، در نهایت امر باید همهٔ حرکت‌ها منتهی به امری ثابت بشوند که آن ثابت یا محرک اول غیر متحرک را خدا می‌نامیم.

## تقریری از برهان علت اول
به تصریح توماس آکویناس، وجود هرچیز در جهان به چیزهایی دیگر وابسته است که این وجود توسط آن‌ها توضیح داده می‌شود؛ اما اگر این سلسله بی‌پایان باشد، این توضیح پیوسته به تعویق می‌افتد و در نهایت هیچ‌چیز توضیح داده نخواهد شد؛ بنابراین جهان تنها هنگامی در نهایت فهمیده خواهد شد که این سلسله به وجودی ختم شود که خود به چیزی وابسته نباشد.

## تقریری از برهان امکان و وجوب
سومین برهان از براهین پنجگانه توماس آکویناس چنین مضمونی دارد:
وقتی به پدیده‌های اطرافمان نگاه می‌کنیم، وجود آن‌ها را (و همین‌طور عدم وجود آن‌ها را) ممکن و غیرضروری می‌یابیم. یعنی هم می‌توانند باشند و هم می‌توانند نباشند. اگر همه چیزها چنین باشند، هیچ‌چیز در آغاز وجود پیدا نمی‌کرد، و در نتیجه اکنون نیز چیزی وجود نمی‌داشت؛ بنابراین باید موجودی وجود داشته باشد که وجودش ضروری و واجب باشد تا وجود موجودات ممکن به خاطر وجود آن موجود ضروری توجیه شود.
در توضیح بیشتر می‌توان گفت که وجود ممکن، نه به بودن گرایش دارد، نه به نبودن یعنی می‌توان گفت یک شی ممکن ذاتاً در حالت عدم قرار دارد. پس اگر بخواهد وجود داشته باشد، باید عاملی خارجی به عنوان علت وجود داشته باشد که باعث وجودش شده باشد و آن شی را از عدم خارج کند وگرنه شی ممکن در حال عدم می‌ماند و هیچگاه موجود نمی‌شود (ترجیح بلامرجح محال است). اگر تمام اشیا ممکن باشند، موجود بودنشان ایجاد تسلسل می‌کند، که قابل قبول نیست. پس حتماً باید موجودی باشد که وجودش ضروری باشد. به این موجود، که آن را واجب‌الوجود می‌نامیم، خدا می‌گوییم.
اگر بخواهیم بحث را با مثالی توضیح دهیم می‌گوییم یک شی ممکن به دو کفه ترازو شبیه است که یک کفه را وجود و کفه دیگر را عدم می‌گوییم. در اینجا عاملی خارجی لازم  است که کفه وجود را سنگین‌تر کند و شی به موجودیت برسد.
به بیان فلسفی تر مفروضات برهان چنین است:
1. وجود جهان امری امکانی است.
2. ترجیح (در اینجا وجود یافتن موجود ممکن) بلا مرجح (عامل خارجی) محال است.
3. تسلسل باطل است.

تسلسل بمعنی زنجیره متشکل از علل نامتناهی

## تقریری از درجات کمال در اشیاء
این برهان به‌طور خلاصه می‌گوید هرگاه دو چیز با هم مقایسه شود که یکی کامل و یکی کامل‌تر، یکی عالم و یکی عالم‌تر، و… باشد؛ در این موارد باید یک شیء مطلقی (خدا) وجود داشته باشد تا آن دو، نسبت به آن شی مطلق، مورد مقایسه قرار گیرند.

## تقریری از برهان نظم
برهان نظم به‌طور خلاصه می‌گوید اگر به پیرامون خود بنگریم، ناگزیر می‌یابیم که چگونه هر چیزی با عملکردش سازگاری و تناسب دارد: هر چیزی گواهی می‌دهد که از سر تدبیر طراحی شده‌است.(بدون منبع)